# Charlotte Höhn
Charlotte Höhn (* 1945 in Wiesbaden) ist eine deutsche Sozialwissenschaftlerin und Demographin.

## Leben und Wirken
1970 beendete Höhn ihr Studium an der Johann Wolfgang Goethe-Universität Frankfurt am Main als Diplomvolkswirtin. Von 1972 bis 1980 war sie wissenschaftliche Angestellte beim Statistischen Bundesamt in Wiesbaden. 1982 wurde sie an der Technischen Universität Berlin promoviert, 1988 folgte die Habilitation an der Universität Gießen. Hier hatte sie am Fachbereich 19 (Ernährungs- und Haushaltswissenschaften) verschiedene Lehraufträge inne und war für eine Honorarprofessur vorgeschlagen.
Sie war seit 1988 Professorin am Bundesinstituts für Bevölkerungsforschung in Wiesbaden. Bis zu ihrer Pensionierung 2008 leitete sie zudem das Institut als Direktorin.
1994 geriet Höhn in die Kritik, weil sie angeblich eine mindere Intelligenz der Afrikaner behauptet hatte. Der SPD-Bundestagsabgeordnete Freimut Duve bezeichnete sie daraufhin als eine „Erbin Hitlers“.

## Schriften (Auswahl)
- Der Familienzyklus – Zur Notwendigkeit einer Konzepterweiterung, 1982.
- Die demographische Bedeutung des Familienstandes, 1997.
- Die Alten der Zukunft. Bevölkerungsstatistische Datenanalyse. Forschungsbericht, 1997.
- Demographische Trends, Bevölkerungswissenschaft und Politikberatung, 1998.